# Agostino Carlini
Agostino Carlini (asi 1718, Janov – 15. srpna 1790, Londýn) byl italský sochař a malíř, činný v Anglii po roce 1760.

## Život
Byl jedním ze zakládajících členů Royal Academy roku 1768. Je vyobrazen na skupinovém portrétu zakladatelů z roku 1777 od Johanna Zoffanyho, je jedním ze tří sedících (spolu s Francescem Bartolozzim a Giovani Battistou Ciprianim). Byl kustodem Royal Academy od roku 1783 až do své smrti.

## Dílo
Pracoval společně s italským sochařem Giuseppem Ceracchim v Somerset House a na sochařské výzdobě Custom House v Dublinu. Vytvořil také mnoho kostelních náhrobků jako třeba v High Wycombe (Buckinghamshire) a jeden, objednaný Josephem Damerem roku 1775 pro svou ženu Caroline, který stojí v severním transeptu kostela miltonského opatství v Dorsetu.